# Museo civico di palazzo Guicciardini
Il museo civico di palazzo Guicciardini si trova a Montopoli in Val d'Arno, in provincia di Pisa. Il museo fa parte del Sistema museale del Valdarno di Sotto e del Sistema Museale Montopolese, del quale altre sedi sono anche la anche la torre di San Matteo e il Poggio di Rocca, oltre che l’Antiquarium e l’area archeologica del Bastione di Marti.

## Storia

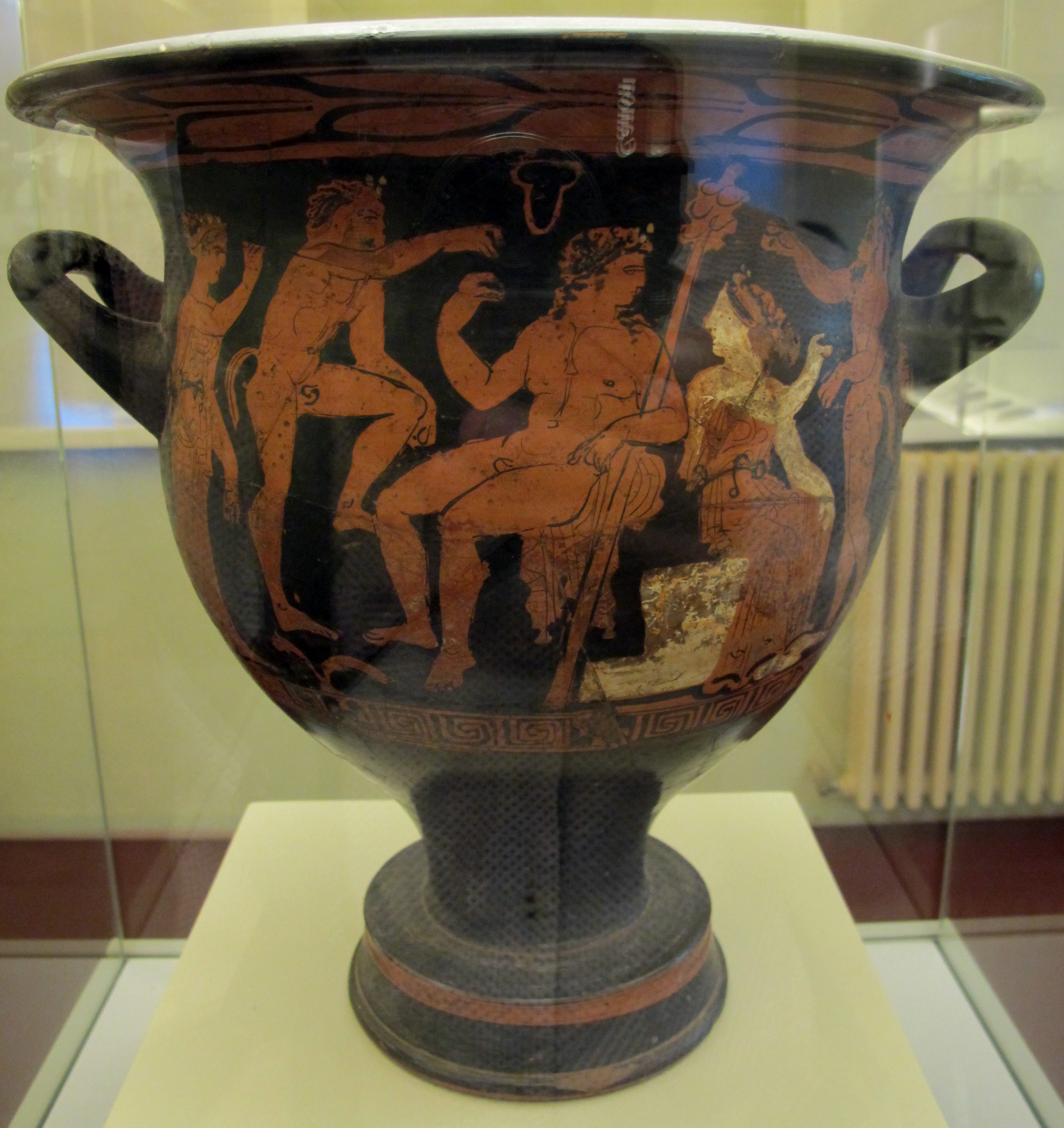
Cratere attico a figure rosse

Situato all'interno del palazzo Guicciardini, nel centro storico di Montopoli in Val d'Arno, è stato inaugurato nel 2004 per raccogliere e valorizzare i beni archeologici, storici, artistici e naturalistici del Comune e del territorio circostante.
Dal 2007 fa parte della Rete Museale del Valdarno di Sotto (oggi denominata Sistema Museale del
Valdarno di Sotto) e dal 2017 è il fulcro del Sistema Museale Montopolese.

## Percorso espositivo e opere

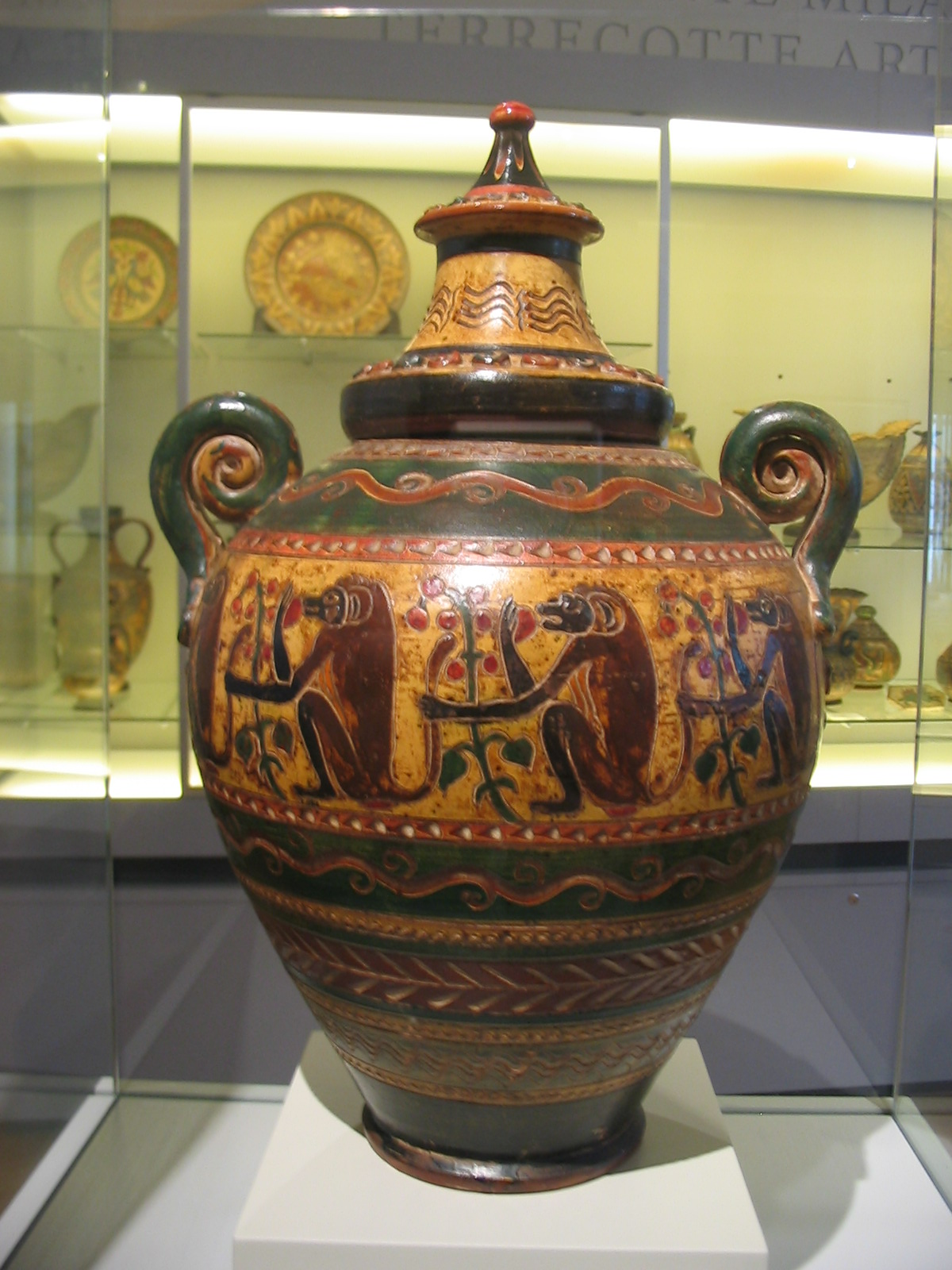
Terracotta artistica montopolese

Per la sua natura il museo è diviso in diverse sezioni tematiche, collocate nei vari piani del palazzo. 
- Sezione di archeologia antica: al piano terreno, conserva le due collezioni Majnoni-Baldovinetti (oggetti etruschi, romani e altomedievali) e Falchi, appartenuta al medico Isidoro Falchi, archeologo dilettante che partecipò alla scoperta delle necropoli etrusche di Vetulonia e Populonia nell’ultimo quarto del XIX secolo. Tra questi un bellissimo cratere attico a figure rosse (400-390 a.C.) con iscrizione in greco sotto il piede rinvenuto in una delle prime tombe scavate a Populonia.
- Sezione di archeologia ed arte dell'Età Medievale e Moderna: dedicata agli scavi realizzati sul Poggio di rocca di Montopoli, a frammenti lapidei, agli affreschi e arredi liturgici provenienti da palazzi pubblici ed edifici religiosi locali, tra i quali la chiesa della Madonna del Soccorso.
- Sezione ceramica: vi sono esposte le terrecotte artistiche prodotte dalla ditta di Dante Milani tra il 1928 e il 1960, oltre alle opere realizzate da alcuni degli ex lavoranti della medesima ditta tra la fine degli anni Sessanta e la fine degli anni Ottanta dello scorso secolo.
- Sezione paleontologica e di archeologia del territorio: nel piano seminterrato, ospita resti fossili importanti, tra i quali parti di una balena, di uno squalo e di un ananco (Anancus arvernensis), oltre ad altri materiali raccolti grazie dell'attività del gruppo archeologico locale "Isidoro Falchi" (reperti delle capanne etrusche ritrovate bella valle della Chiecina, tra Montopoli e Marti, scarti di una fornace rinascimentale per ceramiche rinvenuti a Casteldelbosco)
- Sezione di arti figurative contemporanee: collocata al primo piano, dove si trovano le opere pittoriche di artisti attivi nella zona nel corso del Novecento fino ai primi anni di questo secolo, come Silvio Bicchi, Menotti Pertici, Mario Borgiotti e Paolo Ciampini.

## Bibliografia

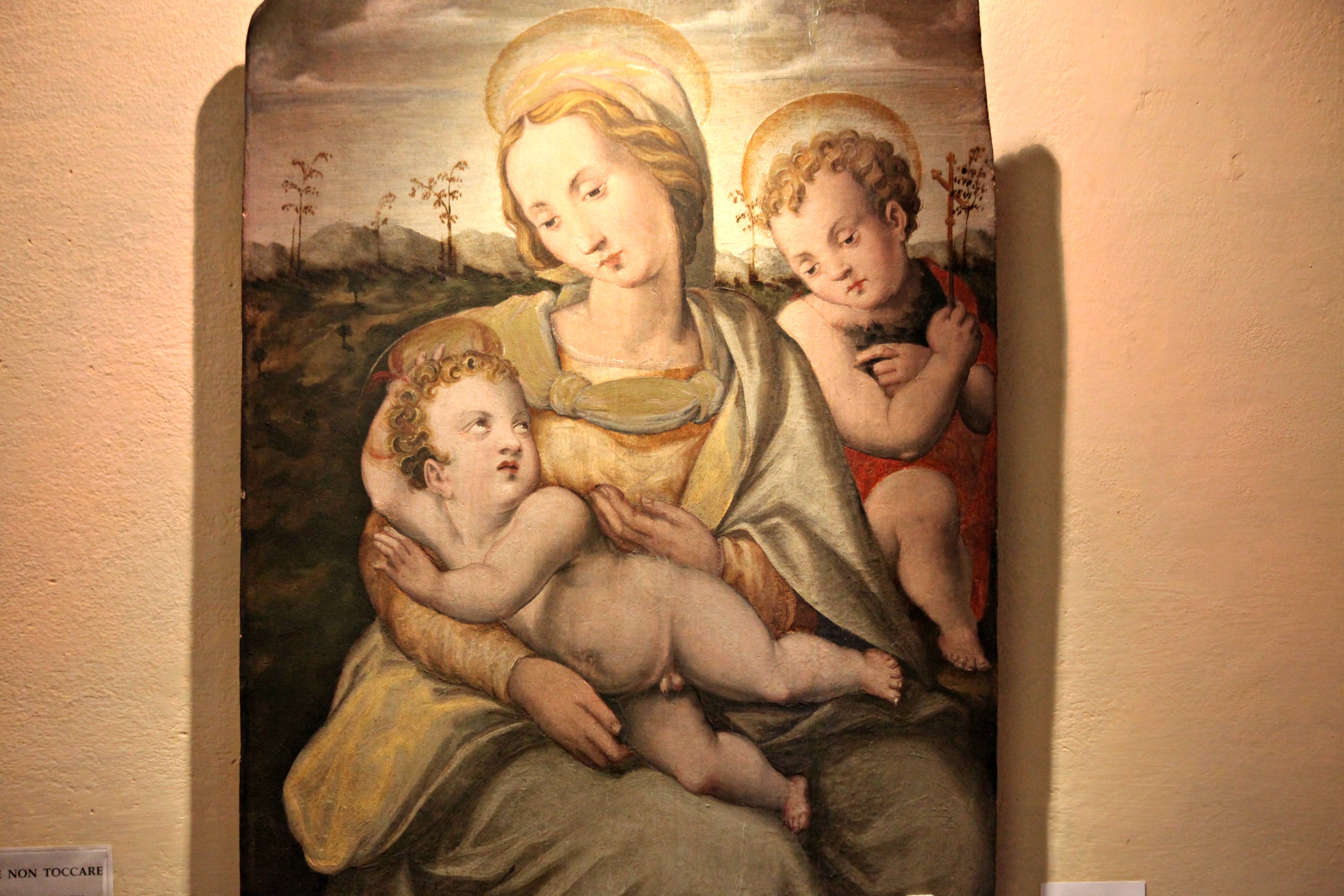
Madonna col Bambino e san Giovannino di ambito di Francesco Brina